# 돌루나이
《돌루나이》(튀르키예어: Dolunay)는 2017년 방영된 터키의 텔레비전 드라마이다.